# Protium peruvianum
Protium peruvianum är en tvåhjärtbladig växtart som beskrevs av Swart. Protium peruvianum ingår i släktet Protium och familjen Burseraceae. Inga underarter finns listade i Catalogue of Life.